# Gastouni
Gastouni (in greco Γαστούνη?) è un ex comune della Grecia nella periferia della Grecia Occidentale (unità periferica dell'Elide) con 11.523 abitanti secondo i dati del censimento 2001.
È stato soppresso a seguito della riforma amministrativa, detta Programma Callicrate, in vigore dal gennaio 2011 ed è ora compreso nel comune di Pineios.

## Località
Gastouni è suddiviso nelle seguenti comunità:
- Gastouni
- Kardiakafti
- Kavasila
- Koroivos
- Lefkochori
- Palaiochori
- Roupaki